# Deutsch-myanmarische Beziehungen
2014 feierten die Bundesrepublik Deutschland und die Republik der Union Myanmar (vor 1989: Union Birma) das 60-jährige Bestehen der deutsch-myanmarischen Beziehungen. Mit offiziell 1402 gemeldeten Birmanen ist Deutschland nach Großbritannien für Myanmar das zweitgrößte europäische Einwanderungsland.

## Beziehungen vor 1988
In den Jahren 1954 bis 1988 pflegten Deutschland und Myanmar eine enge Beziehung, die maßgeblich von der Entwicklungspolitik Deutschlands getragen wurde.

### Politische Beziehung
Die ersten diplomatischen Beziehungen zwischen der Bundesrepublik Deutschland und der Union von Birma begannen 1952. Sie basierten mitunter auf der Initiative verschiedener Vertreter der deutschen Wirtschaft, unter anderem Krupp, AEG, Siemens und des Handelshauses Berli Jucker in Bangkok, die seit Anfang der 1950er Jahre auf die Durchführung einer diplomatischen Mission drängten. Zudem wollte die BRD der DDR, die bereits 1954 eine erste Handelsvertretung eröffnet hatte, zuvorkommen und ihren Einfluss auf Birma eindämmen und ihre Anerkennung verhindern. Noch im selben Jahr wurden diplomatische Beziehungen zwischen der BRD und Birma aufgenommen. 1955 errichtete die Bundesrepublik eine Gesandtschaft in Rangun. Erst deutlich später, 1973, errichtete auch die DDR eine diplomatische Vertretung.
Die Hallstein-Doktrin der BRD wurde im Falle Birmas nicht konsequent umgesetzt. Der Bundesregierung war es wichtiger, den Kommunismus in Schach zu halten. Die militärische Aufrüstung zur Abwehr von kommunistischen Aufständen erhielt volle Unterstützung. Die Beziehungen bauten auf einer starken Zusammenarbeit mit dem Birmanischen Militär auf, um den Einfluss zu sichern. Auf aus heutiger Sicht essenzielle Themen, wie Menschenrechte oder Demokratie, wurde kein Wert gelegt. Birma ging nie auf die „Deutsche Frage“ ein und pflegte sowohl mit der BRD als auch mit der DDR bilaterale Beziehungen. Birma stellte sich zwar durch die politische Nähe aufseiten der DDR, war jedoch zugleich auf die Entwicklungshilfen der BRD angewiesen. Den Höhepunkt des deutsch-birmanischen Verhältnisses stellen die Staatsbesuche des deutschen Bundespräsidenten Weizsäcker im Februar 1986 in Birma und des birmanischen Präsidenten San Yu im Oktober 1987 in Deutschland dar.

### Entwicklungshilfe
Die BRD startete kurz nach der Aufnahme der diplomatischen Beziehungen mit Birma Programme zur Entwicklungshilfe. Obwohl Deutschland mit 1,15 Mrd. DM in den Jahren 1956 bis 1988 hinter Japan die zweitgrößte Gebernation und der wichtigste westeuropäische Entwicklungspartner für Birma war, war die Partnerschaft aus deutscher Sicht weniger bedeutend.
Die damalige Vorgehensweise in der Entwicklungshilfe unterschied sich wesentlich von der heute praktizierten. Anstatt humanitäre und basisorientierte Hilfe durch NGOs zu leisten, fokussierte sich Deutschland auf technische Projekte, basierend auf dem Konzept: „Hilfe durch Selbsthilfe“.
Ein großer Teil der Entwicklungshilfe kam Projekten der Deutschen Gesellschaft für Technische Zusammenarbeit und dem Bundesministerium für wirtschaftliche Zusammenarbeit und Entwicklung zugute.
Zudem begleiteten deutsche Experten technische Projekte in beratender Funktion.
Die Hilfe beinhaltete neben der Entwicklungshilfe und Kooperation im technischen und akademischen Bereich auch Darlehen an den birmanischen Staat.
Immer wieder besuchten auch birmanische Beamte und Militärs zu Ausbildungszwecken die Bundesrepublik.
Des Weiteren vergab Deutschland, größtenteils getragen von DAAD, DSE und Carl-Duisberg-Gesellschaft e. V, Stipendien an birmanische Studenten in Deutschland.
Die birmanische Regierung allerdings versuchte, dies zu unterbinden, indem sie Strafgelder und den Entzug der Staatsangehörigkeit bei Abschluss eines Studiums im Ausland verhängte.

### Fritz-Werner GmbH
Eine besondere Rolle in der bilateralen Beziehung spielte die Firma Fritz-Werner aus Geisenheim, die vor allem auf Industrieanlagen zur Produktion von Rüstungsgütern spezialisiert war. Sie war von 1954 bis 1990 in Staatsbesitz und genoss demnach volle Unterstützung der Behörden bei den Geschäften mit Myanmar.
Der diskrete Umgang mit den internen Angelegenheiten des Staates und die Zuverlässigkeit trugen dazu bei, dass die damalige GmbH in Birma Fuß fassen konnte.
Das Management der Fritz-Werner GmbH besaß exzellente Beziehungen zu Militär und Regierung, insbesondere zu General Ne Win, und baute diese systematisch über die Jahre weiter aus. Bis 1988 wurden 600 – 700 junge Militärs und Ingenieure in den Werkstätten der GmbH in Berlin und Geisenheim ausgebildet.
Unter den Teilnehmern des Ausbildungsprojektes waren unter anderem der spätere Ministerpräsident Maung Maung Kha und der Minister des für die Rüstungsindustrie zuständigen Industrieministeriums II U Maung Cho.
Die Beziehung ging so weit, dass der Leiter der Fritz-Werner GmbH eine privilegiertere Stellung als die deutsche Botschaft in Rangun hatte und bei den meisten bilateralen Projekten und Abkommen als Vermittler fungierte.
Insgesamt hat die Fritz-Werner GmbH bis 1988 22 eigene und weitere fünf externe Projekte in Birma beratend begleitet.
Die enge Beziehung ermöglichte der Fritz-Werner GmbH während der Ära Ne Wins, in der ausländische Firmen nur in Partnerschaft mit dem Staat in das Land investieren durften, die einzige Firma zu sein, die in Birma investieren durfte.
Allerdings stehen die Geschäfte in Birma in der Kritik, maßgeblich am Machtgewinn des Militärs und der blutigen Niederschlagung der prodemokratischen Proteste im August 1988 beigetragen zu haben.
Die in Staatsbesitz befindliche Fritz-Werner GmbH und die Regierung standen unter dem Verdacht, in die Geschehnisse involviert gewesen zu sein und das Militär mit Rüstungsgütern versorgt zu haben. Die Regierung bestritt jegliche Kenntnis darüber.

## Beziehungen von 1988 bis 2012
Die deutsch-myanmarischen Beziehungen von 1988 bis 2012 waren geprägt von Stillstand.

### Die Folgen der Menschenrechtsverletzungen von 1988
Nach den Massendemonstrationen in Birma im August 1988 und dem Putsch am 18. September desselben Jahres, wandelte sich die Strategie der deutschen Außenpolitik gegenüber dem südasiatischen Land schlagartig, indem die bilateralen Beziehungen abrupt beendet wurden.
Betrugen die Gelder für die Entwicklungshilfe 1988 noch 31,7 Mio. USD, so wurden bereits im Dezember 1988 zehn Projekte im Wert von 50 Mio. DM stillgelegt und der Großteil der sich im Land befindenden Fachkräfte zurück nach Deutschland beordert. Lediglich drei Experten blieben im Land zurück, um angefangene Projekte zu beenden.
Diese radikalen Maßnahmen können als "negativ Pedant zur Nichtreaktion vor 1988 bezeichnet werden, da die Bundesrepublik vor den diktatorischen Zügen der Regierung Ne Wins die Augen verschlossen gehalten hatte".
Die neue Strategie hatte zur Folge, dass Deutschland seine privilegierte Stellung und alle Netzwerke im Land verlor.

### Sanktionen der EU und BRD
1990 reagierte auch die EU mit ersten Sanktionen. Sie erließ ein Waffenembargo gegen Myanmar und zog sämtliche Militär-Attachés ab. Außerdem stellte sie die Entwicklungszusammenarbeit ein. Lediglich humanitäre Hilfe war zu diesem Zeitpunkt noch erlaubt.
Im Vertrag von Maastricht (1992) wurde zum ersten Mal das Ziel einer „Gemeinsamen Außenpolitik“ festgelegt. Die Europäische Union konnte als solche nun auf der internationalen Bühne auftreten. Sie konnte ihren Standpunkt zu bewaffneten Konflikten, zu Menschenrechtsfragen oder anderen Themen zum Ausdruck bringen." Der Vertrag trat 1993 in Kraft. Durch die Gemeinsame Außen- und Sicherheitspolitik (GASP) rückten die Interessen der einzelnen Länder in den Hintergrund. Die BRD förderte den Aufbau der GASP, doch die Entscheidungsführung überließ sie den nordeuropäischen Ländern, wie den Niederlanden, GB, Dänemark und Irland, die für eine Verschärfung der Sanktionen gegenüber Myanmar eintraten. In Folge des Todes des dänischen Diplomaten James Leander Nichols in einem myanmarischen Gefängnis 1996 gab die EU eine erste einheitliche Stellungnahme zu Myanmar ab und verpflichtete alle EU-Staaten, ihre außenpolitischen Handlungen daran zu orientieren. Ein Visa-Bann wurde gegen Mitglieder des Regimes sowie deren Familien erlassen.
In den folgenden Jahren wurden nach und nach weitere Sanktionen der EU verhängt, so wurde zum Beispiel der Visa-Bann 1997 auf Touristen ausgeweitet. 1998 wurden von der EU erstmals in der Geschichte wirtschaftliche Sanktionen erlassen, indem Myanmar die Rechte des Generalized System of Preferences entzogen wurden.
Die Bundesrepublik nutzte 1999 ihre EU-Präsidentschaft, um Treffen mit der EU-Troika und der Militärregierung Myanmars im Juli 1999 und April 2000 in die Wege zu leiten.
Trotz wiederholter multinationaler Gespräche mit Vertretern der EU und Myanmar sowie der ASEAN Staaten wurden die Sanktionen 2003 verlängert. Als 2004 Khin Nyunt und mit ihm ein beachtlicher Teil des Staatsapparats ihres Amtes enthoben wurden, verlor die EU ihre Gesprächspartner innerhalb des Militärregimes.
2011 folgte dann die Wende. Als Reaktion auf die ersten freien Wahlen seit 1988 wurden die Sanktionen der EU zunächst für ein Jahr außer Kraft gesetzt und 2012, mit Ausnahme des Waffenembargos, ganz aufgehoben.
Obwohl sich die Bundesrepublik auf Grund der GASP während der gesamten Zeit von 1993 bis 2011 an der Strategie der EU-Strategie gegenüber Myanmar orientierte, so versuchte sie doch, in gewisser Weise zu intervenieren. So war sie zum Beispiel nicht gänzlich davon überzeugt, dass die von der EU erlassenen Sanktionen den gewünschten Erfolg bringen würden. Deutschland unterstützte in der Zeit Hilfsprojekte der Vereinten Nationen zur Drogenbekämpfung, und Maßnahmen bezüglich der Infrastruktur.
Die bilateralen Beziehungen im Bereich der Bildung wurden nur in geringem Maße fortgeführt. Deutschland vergab jedes Jahr ca. 40–50 Stipendien nach Myanmar.

## Beziehungen seit 2012
Deutschland versucht seit 2012, die Partnerschaft wieder aufleben zu lassen, nachdem diese durch die EU-Sanktionen mehrere Jahre lang eingeschränkt war. Deutschland war einst der zweitwichtigste Geldgeber und Handelspartner Myanmars. Momentan machen die Im- und Exporte etwa 1 Prozent des Gesamthandelsvolumen Myanmars aus.
Durch die Sanktionen der EU und den USA der letzten Jahre haben die asiatischen Länder ihre Chance genutzt und besitzen heute über 90 Prozent des Marktanteils in Myanmar.

### Wirtschaftliche Zusammenarbeit
Vom 9. bis 12. Februar 2014 besuchte Joachim Gauck als erster Bundespräsident seit 1986 Myanmar. Gauck traf sich unter anderem mit Staatspräsident Thein Sein und der Oppositionsführerin Aung San Suu Kyi. „Sie können auf Deutschland zählen“ versprach er ihnen.
Während des Besuches des Bundespräsidenten wurde auch ein Abkommen bezüglich der Altschulden Myanmars unterzeichnet. „Das bilaterale Abkommen regelt die per Ende 2012 rückständigen Forderungen in Höhe von rund 1,1 Mrd. Euro, von denen 50 Prozent erlassen werden. Die verbleibenden 50 Prozent, das sind rund 542 Millionen Euro, werden gestundet und sind zwischen 2020 und 2027 zurückzuzahlen.“
Hintergrund dieses Abkommens war der Beschluss des Pariser Clubs zur multilateralen Schuldenregelung im Januar 2013.
Seit 2011 nimmt der Handel zwischen Deutschland und Myanmar langsam wieder Fahrt auf. So ist die Nachfrage nach deutschen Produkten, vor allem im Bereich Maschinenbau, Elektrotechnik, sowie nach chemischen Erzeugnissen und Arzneimitteln groß.
Deutschland importiert hauptsächlich Bekleidung und Nahrungsmittel, außerdem gewinnt sowohl die Einfuhr von Rohstoffen, wie Holz und Kork, als auch die von bearbeiteten Edelsteinen immer mehr an Bedeutung für die Außenhandelsstatistik.
Immer mehr große, deutsche Unternehmen entdecken den myanmarischen Markt für sich, so produzieren unter anderen Henkel (Waschmittelproduktion), der Arzneimittelhersteller Stada und Adidas 2014 in Myanmar.
„Der Außenhandel mit Myanmar lohnt sich […], weil dieses Land der letzte nennenswerte und entwicklungsfähige Markt in Asien ist und sich für deutsche Unternehmen exzellente Möglichkeiten ergeben, wenn man etwas Geduld mitbringt.“

### Entwicklungshilfe
Der damalige Bundesminister Niebel sprach sich bei seinem Besuch im Februar 2012 dafür aus, eine nachhaltige Wirtschaftsentwicklung zu fördern.
Das deutsche Engagement in diesem Bereich, vertreten durch die GIZ, konzentriert sich schwerpunktmäßig auf die Förderung der Berufsausbildung, da das duale Ausbildungssystem Deutschlands eine perfekte Vorlage ist.
Zudem werden Projekte zur Weiterentwicklung des Privat- und des Finanzsektors unterstützt.
Nichtstaatliche Organisationen aus Deutschland engagieren sich außerdem in Bereichen wie humanitärer Hilfe, Bekämpfung der Armut, Eindämmung des Drogenanbaus sowie im Gesundheitssektor.

### Deutsche Vertretungen in Myanmar
- 2015 Gründung der German-Myanmar Business Chamber[36]
- seit 2014 wiedereröffnet, Goethe-Institut in Rangun[37]
- seit 2013, Delegiertenbüro der deutschen Wirtschaft, AHK Myanmar, Delegierte Monika Stärk[38]
- seit 1954 Deutsche Botschaft in Rangun, Botschafter Christian-Ludwig Weber-Lortsch[39]

## FILM
- Detlev F. Neufert: B.B. und die Schule am Fluss. Die neue Generation in Myanmar. 2020. Länge 108 Minuten. www.bbunddieschuleamfluss